# 大分市立稙田小学校
大分市立稙田小学校（おおいたしりつ わさだしょうがっこう）は、大分県大分市大字木上にある公立小学校である。2007年（平成19年）に開校100周年を迎えた。

## 沿革
- 1885年（明治18年） - 西学校と玉沢学校と横瀬学校が統合し、稙田尋常小学校が設立。
- 1908年（明治41年） - 稙田村立稙田尋常高等小学校に改称。
- 1941年（昭和16年）3月 - 稙田村立稙田国民学校に改称。
- 1942年（昭和17年）4月 - 大分県女子師範学校第二付属小学校となる。
- 1947年（昭和22年）3月 - 稙田村立稙田小学校に改称。
- 1955年（昭和30年）2月 - 稙田村等が合併し大分村になったことに伴い、大分村立稙田小学校に改称。
- 1957年（昭和32年）4月 - 大分村の町制施行に伴い、大分町立稙田小学校に改称。
- 1963年（昭和38年）4月 - 大分町等が合併し大分市になったことに伴い、大分市立稙田小学校に改称。
- 1975年（昭和50年）4月 - 大分市立宗方小学校が分離新設。
- 1977年（昭和52年）4月 - 大分市立横瀬小学校が分離新設。

## 通学区域
- 大分市立稙田中学校通学区

玉沢の一部、上宗方の一部、小野鶴の一部、市、口戸、木上、廻栖野の一部、田原の一部、高瀬の一部
- 大分市立稙田西中学校通学区

田原の一部、小野鶴の一部、小野鶴南一丁目・二丁目

## 交通
大分バスで稙田小学校前停留所下車。鉄道駅からは離れており、鉄道利用は一般的ではない。

## 出身者
- 佐藤樹一郎 - 大分県知事、元大分市長